# Bocchigliero
Bocchigliero é uma comuna italiana da região da Calábria, província de Cosenza, com cerca de 1.895 habitantes. Estende-se por uma área de 97 km², tendo uma densidade populacional de 20 hab/km². Faz fronteira com Campana, Longobucco, Pietrapaola, San Giovanni in Fiore, Savelli (KR).

## Demografia
| Variação demográfica do município entre 1861 e 2011                               |
|                                                                                   |
| Fonte: Istituto Nazionale di Statistica (ISTAT) - Elaboração gráfica da Wikipedia |